# Brinje
Brinje est un village et une municipalité située dans le Lika, dans le comitat de Lika-Senj en Croatie. Au recensement de 2001, la municipalité comptait 4 108 habitants, dont 91,53 % de Croates et 7,77 % de Serbes et le village seul comptait 1 707 habitants.

## Localités de la municipalité de Brinje
| - Brinje - 1 708 hab. - Glibodol - 41 hab. - Jezerane - 375 hab. - Križ Kamenica - 286 hab. - Križpolje - 655 hab. - Letinac - 222 hab. | - Lipice - 254 hab. - Prokike - 122 hab. - Rapain Klanac - 10 hab. - Stajnica - 301 hab. - Vodoteč - 98 hab. - Žuta Lokva - 37 hab. |